# Історія повсякдення
Історія повсякденності (повсякдення; нім. Alltagsgeschichte) — один із сучасних напрямів розвитку історичної науки. Сформувався в другій половині XX століття в процесі становлення так званої нової історії.

## Поняття
У рамках цього напряму ведуться дослідження умов життя, праці та відпочинку (побуту, умов проживання, раціону харчування, способів лікування, соціальної адаптації), а також факторів, що впливають на формування свідомості та норм поведінки, соціально-політичні уподобання тощо переважної більшості населення («пересічних людей») тієї чи іншої країни в той чи інший історичний період. Історія повсякденності є історією тих, без кого не могло б бути історії, але хто для істориків залишився в історії переважно «безіменним» і «мовчазним».
Історія повсякденності, як окремий напрям поступу історичної науки склався в середовищі західнонімецьких учених молодого покоління, які в умовах системної кризи німецької історичної науки протиставили традиційному вивченню нової та новітньої соціальної історії Німеччини (головним чином — державної політики, глобальних суспільних і економічних структур та процесів) дослідження «малих життєвих світів» і повсякденного життя пересічних громадян. Підґрунтям становлення історії повсякденності були, з одного боку, розчарування німецьких громадян у сподіваннях на швидкі й корінні зміни в економіці та соціальному житті, а з іншого — скепсис щодо безмежних можливостей індустріального суспільства. В цьому сенсі історія повсякденності свого часу трактувалась як новий, «альтернативний» культовий рух і як «альтернативна історіографія».
У французькій історіографії своєрідними предтечами історії повсякденності стали дослідження М. Блока та Л. Февра, в яких предметом аналізу були емоційні, інстинктивні та імпліцитні — такі, що можуть бути виявлені тільки через їхні зв'язки з іншими об'єктами чи процесами, — сфери мислення соціальних низів суспільства; а також Ф.Броделя про «матеріальну цивілізацію, економіку і капіталізм 15-18 століть» (його праця — «Структури повсякдення» була присвячена саме сфері повсякденного життя тогочасних людей) та П. Бурдьє з проблем етнології та соціології.
У Великій Британії значний вплив на розвиток там історії повсякденності мали праці «батька» нової британської соціальної історії Е. Томпсона (зокрема, найвідоміша його монографія «Становлення англійського робітничого класу», 1963), а також дослідження ліберально налаштованих британських істориків, які працювали в галузі соціальної історії й намагалися створити теоретичну картину реальної мозаїки різноманітних сторін повсякденного життя різних соціальних груп й індивідів.
У Німеччині в процесі становлення історії повсякденності її адептам довелося витримати жорстку критику авторитетних істориків, які вбачали у своїх опонентах прибічників лівацьких політичних ідей, а саму історію повсякденності розцінювали як такий альтернативний напрям соціально-наукової історії (Social Science History), що заперечує ідею раціональності й зраджує цінностям євроатлантичної цивілізації. У Великій Британії та Франції й особливо у США ставлення істориків-традиціоналістів до історії повсякденності було більш доброзичливим. Остаточне визнання науковим товариством, в тому числі й у Німеччині, того, що історія повсякденності є складовою частиною історичної науки, відбулося лише наприкінці 1980-х рр.
На сьогодні в рамках історії повсякденності сформувалися два підходи. Прибічники першого підходу, досліджуючи «повсякденність», акцентують увагу на її «елементах повторюваності». Вони вважають, що саме через повторюваність і рутинізацію відбувається «підпорядкування людей авторитетові» та, відповідно, стабілізація соціальних структур. Адепти другого підходу у своїх дослідженнях «повсякденності» орієнтуються, навпаки, на виявлення в ній змінного й внутрішньо суперечливого, аби через реконструкцію трансформацій «повсякденності» виявити: яким чином учасники історичного процесу ставали чи могли стати об'єктами історії, а яким — її суб'єктами.
Джерельну базу історії повсякденності складають давні тексти — церковні метричні записи, документи лікувальних закладів, шлюбні домовленості (контракти) тощо, а також предмети повсякденного побуту, матеріали усних опитувань. Усе це помітно розширює предметне поле історичних досліджень, а також дає змогу дослідникові максимально наблизитися до індивідуума чи групи (не надто чисельної), яку він вивчає. Саме завдяки історії повсякденності у фокус досліджень, наприклад, німецьких істориків потрапили найрізноманітніші прояви злочинності, що набули свого часу поширення у передреволюційній Пруссії (Д. Блазіус «Буржуазне суспільство і злочинність», 1976), побут і сімейне життя робітників Руру (К.Тенфельде «Соціальна історія шахтарів Руру в XIX ст.», 1977), світ волоцюг і жебраків у Баварії, Швабії і Франконії 2-ї пол. 18 ст. (К. Кюхтхер «Люди на вулиці», 1983) тощо.
Історія повсякденності широко послуговується методами прикладної соціології, демографії історичної, антропології, соціальної психології, культурології. Набуває популярності використання прийомів мікроаналізу. Помітно зростає й значення кількісних (квантитативних) методів, особливо в працях американських дослідників.
Критики І. п. насамперед наголошують на обмеженості її методологічних, концептуальних і аналітичних можливостей (Г. Велер і В. Моммзен), на ігноруванні нею великих історіографічних проблем, запереченні нею самого поняття «тотальна історія» та відсутності в ній методик поєднання результатів різнотематичних досліджень. Зокрема, вимога максимального наближення дослідника до дійових осіб історії, що спонукає дослідника широко залучати до свого аналізу розповіді тих чи інших осіб про самих себе, криє загрозу підміни власне аналізу розумінням і тлумаченням. Домінування в історії повсякденності емпіризму за відсутності в ній належної уваги до обґрунтування теоретико-методологічних засад дослідження призводить до продукування прихильниками цього напряму переобтяжених дрібними деталями напівлюбительських праць.

## Історіографія

### Французька та німецька історіографія
Історія повсякденності як окремий напрям історичних досліджень сформувалась у західноєвропейській історіографії у 1960—1970 рр. Значною мірою вона завдячує своєю появою французькій Школі анналів. Один з її представників Фернан Бродель увів до наукового обігу термін «повсякденність» і зробив першу спробу комплексного аналізу повсякденного життя людей . Сьогодні у західній історичній науці дослідження з історії повсякденності ведуться у межах історичної антропології, а саме таких її напрямів, як історія ментальності, нова культурна історія, мікроісторія, локальна історія, історія знизу, міська історія, гендерна історія, історія сім'ї та інших. Представники цих напрямів вивчають побут, соціальну поведінку, настрої, менталітет простих людей.
У самостійний напрям історія повсякденності виокремилась лише у Німеччині. Саме у цій країні з вуст історика В. Ульріха в 1985 пролунав лозунг: «Від вивчення державної політики і аналізу глобальних суспільних структур і процесів повернімося до маленьких життєвих світів, до повсякденного життя звичайних людей». Були, звичайно, не тільки академічні, а й соціально — політичні причини, що сприяли бурхливому розвитку історії повсякденності.
Ідеї німецьких науковців Е. Гуссерля й А. Шюца заклали теоретичні основи історії повсякденності. Едмунд Гуссерль закликав зосередитися на вивченні «життєвого світу», «царини людської буденності». Альфред Шюц як основний об'єкт дослідження обрав «світ людської безпосередності», тобто прагнення, сумніви, фантазії, мрії, емоційні реакції на події, а також повсякденне мислення: «З самого початку повсякденність постає переданими як смисловий універсаму, сукупність значень, які ми маємо інтерпретувати для того, щоб отримати опору в цьому світі, укласти угоду з ним».
Відома сучасна російська дослідниця історіографії Західної Європи С. Оболенська, аналізуючи тенденції історії повсякденності в Німеччині, підкреслила корінну перевагу джерельної бази подібних досліджень, а саме — переважання у її структурі усних джерел: Інтерв'ю, спогадів, усної традиції та ін. Ось чому досить часто дехто з істориків ототожнює поняття «історія повсякденності» та «усна історія».